# Lent de Fresnel

A l'esquema següent es pot observar el principi de construcció de les lents de Fresnel:
1. Secció d'una lent de Fresnel.
2: Secció d'una lent tradicional plana-convexa de potència equivalent.

Una lent de Fresnel és un tipus de lent inventada per Augustin Jean Fresnel. Desenvolupades originalment per als fars, el seu disseny permet la construcció de lents de grans dimensions i amb un punt focal més curt sense el pes i volum de materials que es requeririen en un lent de disseny convencional. Comparades amb les primeres lents, es perdia molta menys llum i era visible en distàncies més llargues.

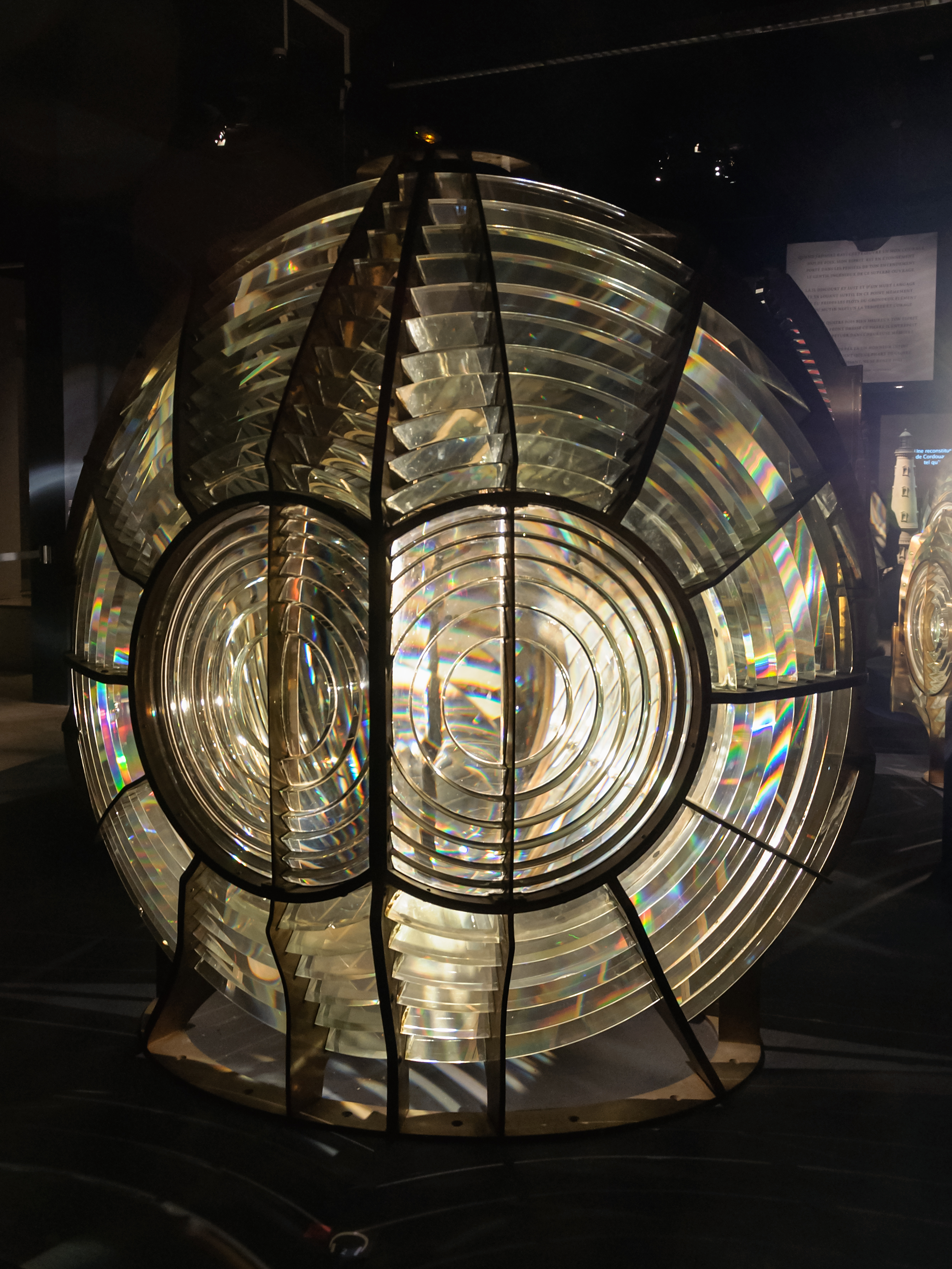
Una lent de Fresnel d'un far, Musée national de la Marine, París

Una lent de Fresnel redueix la quantitat de material requerit per a una lent esfèrica convencional, això s'aconsegueix dividint la lent en un conjunt de seccions anulars concèntriques conegudes com a zones de Fresnel. Per a cada una d'aquestes zones, el gruix de les lents es disminueix, tallant la superfície contínua de la lent estàndard en un conjunt de superfícies de la mateixa curvatura amb discontinuïtats entre elles. Això permet una reducció substancial del gruix de la lent.
Quan les lents són grans, el seu grossor pot fer-se excessiu, fent la lent molt pesada i cara. En comptes d'això, es pot mantenir els radis de curvatura de les lents separant-les en anells circulars. El grossor de la lent en cada anell és diferent, eliminant l'enorme espessor que tindria la lent de ser les seves superfícies contínues, mentre que la superfície presenta un aspecte escalonat. S'empren en lupes planes amb format de targeta de crèdit, llanternes dels fars, fars d'automòbils o altres vehicles, indicadors d'adreça, visors de realitat virtual, panells solars, etc.

Tall transversal de dues lents de potència equivalent: 1. de la lent Buffon / Fresnel, 2. plana-convexa tradicional. (la versió de Buffon era biconvexa)

## Descripció
La vista de primer pla d'una lent Fresnel plana mostra cercles concèntrics en la superfície
La lent Fresnel redueix la quantitat de material requerit en comparació d'una lent convencional en dividir la lent en un conjunt de seccions anulars concèntriques. Una lent de Fresnel ideal tindria un nombre infinit de seccions. En cada secció, el grossor total es redueix en comparació d'una lent simple equivalent. Això divideix efectivament la superfície contínua d'una lent estàndard en un conjunt de superfícies de la mateixa curvatura, amb discontinuïtats escalonades entre elles.
En algunes lents, les superfícies corbes es reemplacen per superfícies planes, amb un angle diferent en cada secció. Una lent d'aquest tipus es pot considerar com una sèrie de prismes disposats de forma circular, amb prismes més pronunciats en les vores i un centre pla o lleugerament convex. En les primeres (i més grans) lents Fresnel, cada secció era en realitat un prisma separat. Més tard es van produir lents Fresnel de "peça única", que es van utilitzar per a fars d'automòbils, lents de fre, d'estacionament i de senyal de gir, etc. En els temps moderns, l'equip de fresat controlat per computadora (CNC) o les impressores 3-D poden usar-se per fabricar lents més complexes.
El disseny de la lent de Fresnel permet una reducció substancial en el grossor (i per tant en la massa i el volum de material), a costa de reduir la qualitat d'imatge de la lent, per la qual cosa les aplicacions d'imatges precises com la fotografia encara utilitzen lents convencionals més grans.
Les lents de Fresnel solen estar fetes de vidre o plàstic; la seva grandària varia des de grans (vells fars històrics, grandària de metre) a mitjans (ajudes per llegir llibres, projectors de visualització OHP) a petits (pantalles de càmeres TLR/SLR, microòptica). En molts casos, són molt prims i plànols, gairebé flexibles, amb espessors en el rang d'1 a 5 mm (1?32 a 3?16 in).
La majoria de les lents Fresnel modernes consten solament d'elements refractius. Les lents dels fars, no obstant això, tendeixen a incloure elements tant refractors com a reflectors, aquests últims fora dels anells metàl·lics que es veuen en les fotografies. Mentre que els elements interns són seccions de lents refractives, els elements externs són prismes reflectors, cadascun dels quals realitza dos refraccions i una reflexió total interna, evitant la pèrdua de llum que es produeix en la reflexió d'un mirall platejat.

## Usos

### Imatges

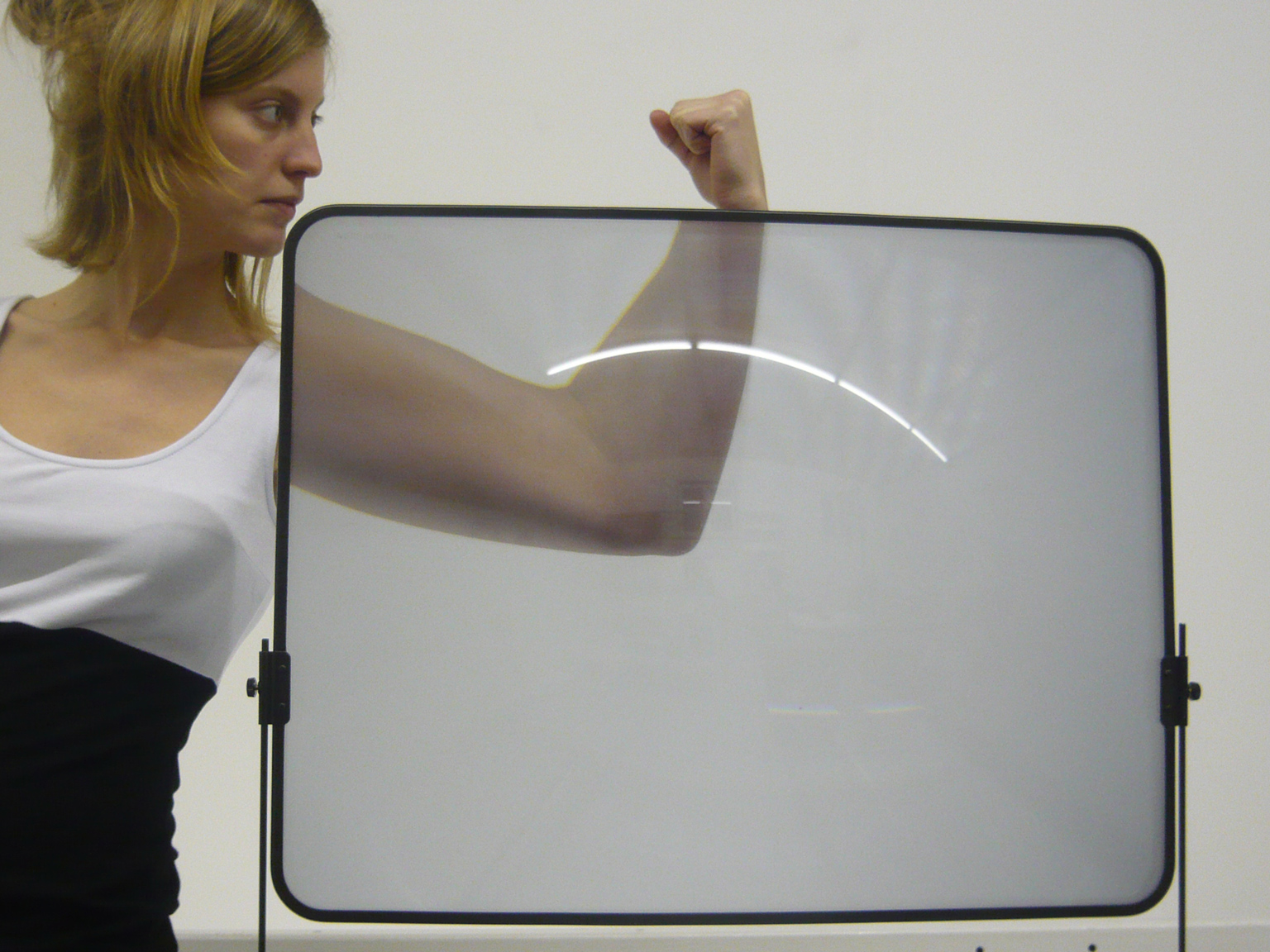
Lent de plàstic Fresnel venuda com a dispositiu d'ampliació de pantalla de TV.

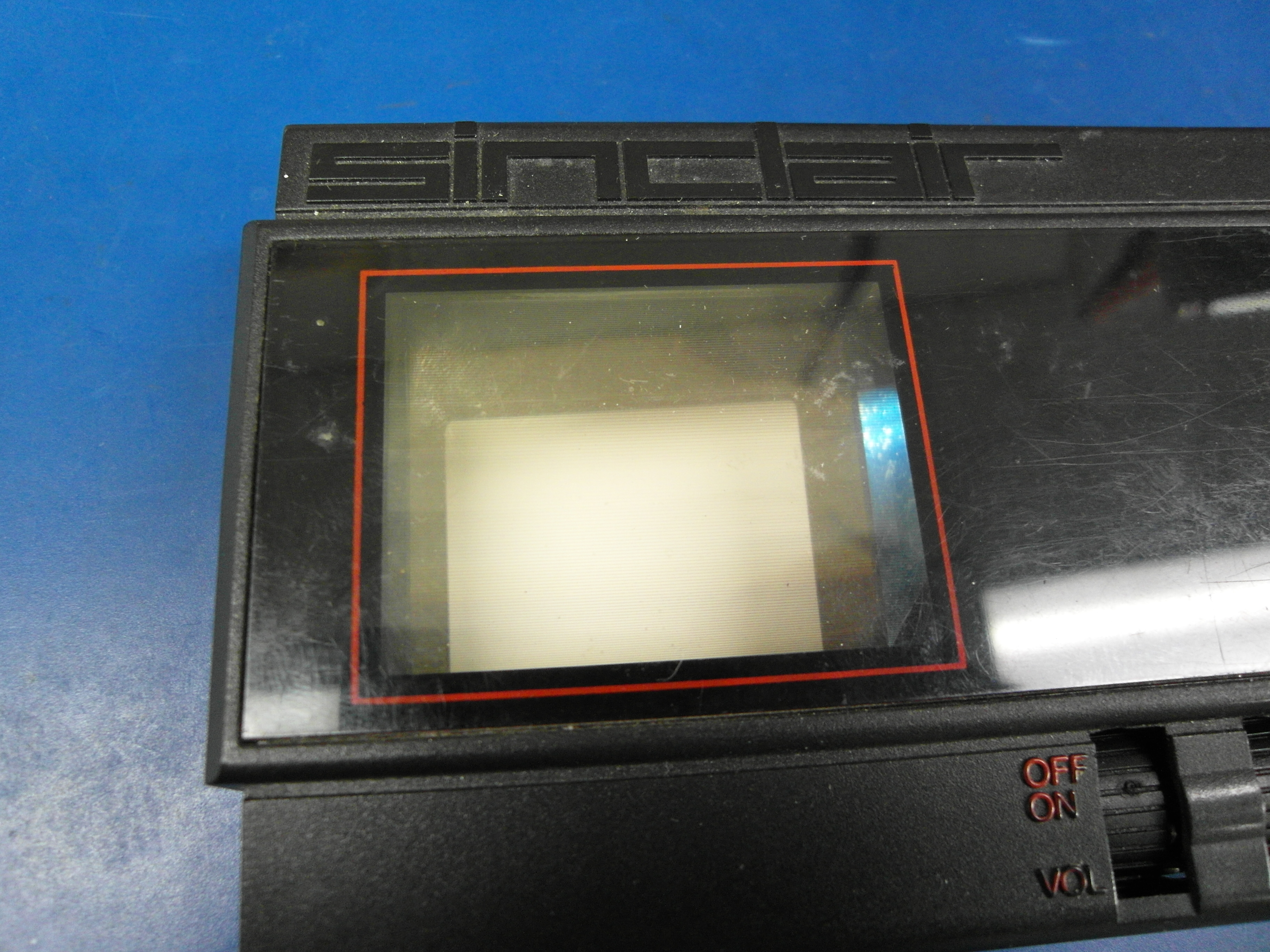
La lent Fresnel utilitzada en el televisor CRT portàtil Sinclair FTV1, que solament amplia l'aspecte vertical de la pantalla

Les lents de Fresnel s'utilitzen com a simples lupas de mà. També s'utilitzen per corregir diversos trastorns visuals, inclosos els trastorns de la motilitat ocular com l'estrabisme. S'han utilitzat lents Fresnel per augmentar la grandària visual de les pantalles CRT en televisors de butxaca, en particular el Sinclair TV80. També s'utilitzen en semàfors.
Les lents Fresnel s'utilitzen en els camions europeus amb volant a l'esquerra que entren en el Regne Unit i la República d'Irlanda (i viceversa, els camions irlandesos i britànics amb volant a la dreta que entren a Europa continental) per superar els punts cecs causats pel conductor que opera el camió mentre asseure's en el costat equivocat de la cabina en relació amb el costat de la carretera en el qual es troba el automòbil. S'adhereixen a la finestra del costat del passatger.
Una altra aplicació automobilística d'una lent Fresnel és un potenciador de la vista posterior, ja que l'ampli angle de visió d'una lent col·locada en la finestra posterior permet examinar l'escena darrere d'un vehicle, particularment un d'alt o amb cua de fanal, de manera més efectiva que una vista posterior mitjançant un mirall sol.
Les lents de Fresnel multifocals també s'utilitzen com a part de les càmeres d'identificació de retina, on proporcionen múltiples imatges enfocades i desenfocades d'un objectiu de fixació dins de la càmera. Per pràcticament tots els usuaris, almenys una de les imatges estarà enfocada, la qual cosa permetrà una correcta alineació dels ulls.
Les lents de Fresnel també s'han utilitzat en el camp de l'entreteniment popular. L'artista de rock britànic Peter Gabriel les va utilitzar en les seves primeres presentacions en viu en solitari per magnificar la grandària del seu cap, en contrast amb la resta del seu cos, per a un efecte dramàtic i còmic. En la pel·lícula de Terry Gilliam Brazil, les pantalles de plàstic Fresnel apareixen ostensiblement com a lupes per als petits monitors CRT utilitzats en les oficines del Ministeri d'Informació. No obstant això, de tant en tant apareixen entre els actors i la càmera, distorsionant l'escala i la composició de l'escena amb un efecte humorístic. La pel·lícula de Pixar Wall-E presenta una lent Fresnel en les escenes on el protagonista mira el musical Hello, Dolly! ampliada en un iPod.

### Fotografia
Canon i Nikon han utilitzat lents Fresnel per reduir la grandària dels teleobjectius. Les lents fotogràfiques que inclouen elements de Fresnel poden ser molt més curtes que el disseny de lent convencional corresponent. Nikon crida a la tecnologia Phase Fresnel.
La càmera Polaroid SX-70 va utilitzar un reflector Fresnel com a part del seu sistema de visualització.
Les càmeres View i de gran format poden utilitzar una lent Fresnel juntament amb el vidre esmerilat, per augmentar la lluentor percebuda de la imatge projectada per una lent sobre el vidre esmerilat, ajudant així a ajustar l'enfocament i la composició.

### Il·luminació

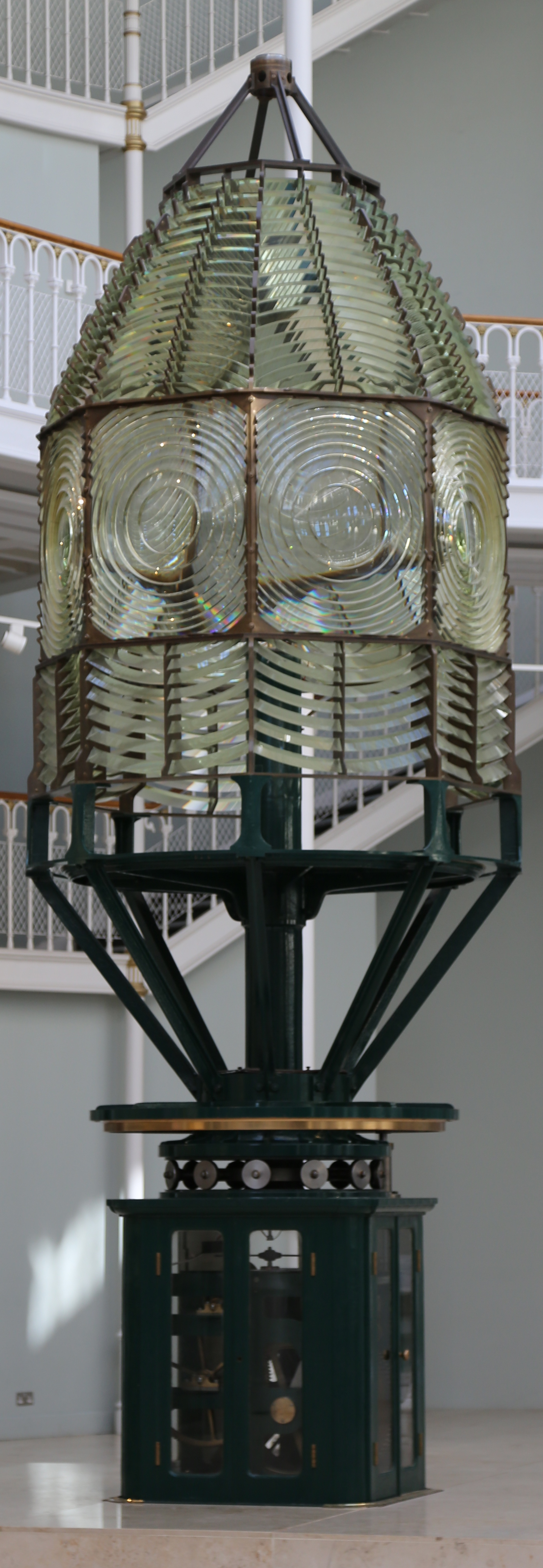
Mecanisme d'accionament i lent del far d'Inchkeith

Les lents Fresnel de vidre d'alta qualitat es van utilitzar en els fars, on es van considerar d'avantguarda a finalitats del segle xix i fins a mitjan segle xx; la majoria dels fars han retirat del servei les lents de vidre Fresnel i les han reemplaçat per balises aerodinàmiques molt menys costoses i més duradores, que sovint contenen lents de plàstic Fresnel. Els sistemes de lents Lighthouse Fresnel generalment inclouen elements prismàtics anulars addicionals, disposats en cúpules facetades damunt i sota el Fresnel planar central, per captar tota la llum emesa per la font de llum. La trajectòria de la llum a través d'aquests elements pot incloure una reflexió interna, en lloc d'una simple refracció en l'element pla de Fresnel. Aquests lents conferien molts beneficis pràctics als dissenyadors, constructors i usuaris de fars i la seva il·luminació. Entre altres coses, les lents més petites podrien cabre en espais més compactes. Una major transmissió de llum a distàncies més llargues i patrons variats van fer possible triangular una posició.
Potser l'ús més estès de les lents de Fresnel, durant un temps, va ocórrer en els fars dels automòbils, on poden donar forma al feix aproximadament paral·lel del reflector parabòlic per complir amb els requisits dels patrons de les llums d'encreuament i de carretera, sovint tots dos en la mateixa unitat de far (com com el disseny europeu H4). Per raons d'economia, pes i resistència a l'impacte, els automòbils més nous han prescindit de lents de vidre Fresnel, utilitzant reflectores multifacètics amb lents de policarbonat llis. No obstant això, les lents Fresnel continuen en ús generalitzat en les llums posteriors, de marcador i de marxa enrere dels automòbils.
Les lents de vidre Fresnel també s'utilitzen en instruments d'il·luminació per a teatre i pel·lícules (vegeu llanterna Fresnel); tals instruments sovint es denominen simplement Fresnels. Tot l'instrument consta d'una carcassa de metall, un reflector, un conjunt de llum i una lent de Fresnel. Molts instruments de Fresnel permeten que el llum es mogui en relació amb el punt focal de la lent, per augmentar o disminuir la grandària del feix de llum. Com a resultat, són molt flexibles i, sovint, poden produir un feix tan estret com 7 ° o tan ample com 70°. La lent de Fresnel produeix un feix de vores molt suaus, per la qual cosa s'usa sovint com a llum de rentat. Un suport davant de la lent pot contenir una pel·lícula de plàstic de color (gel) per tenyir la llum o pantalles de filferro o plàstic esmerilat per difondre-ho. La lent Fresnel és útil en la realització de pel·lícules cinematogràfiques no solament per la seva capacitat per enfocar el feix de llum més brillant que una lent típica, sinó també perquè la llum té una intensitat relativament constant en tot l'ample del feix de llum.

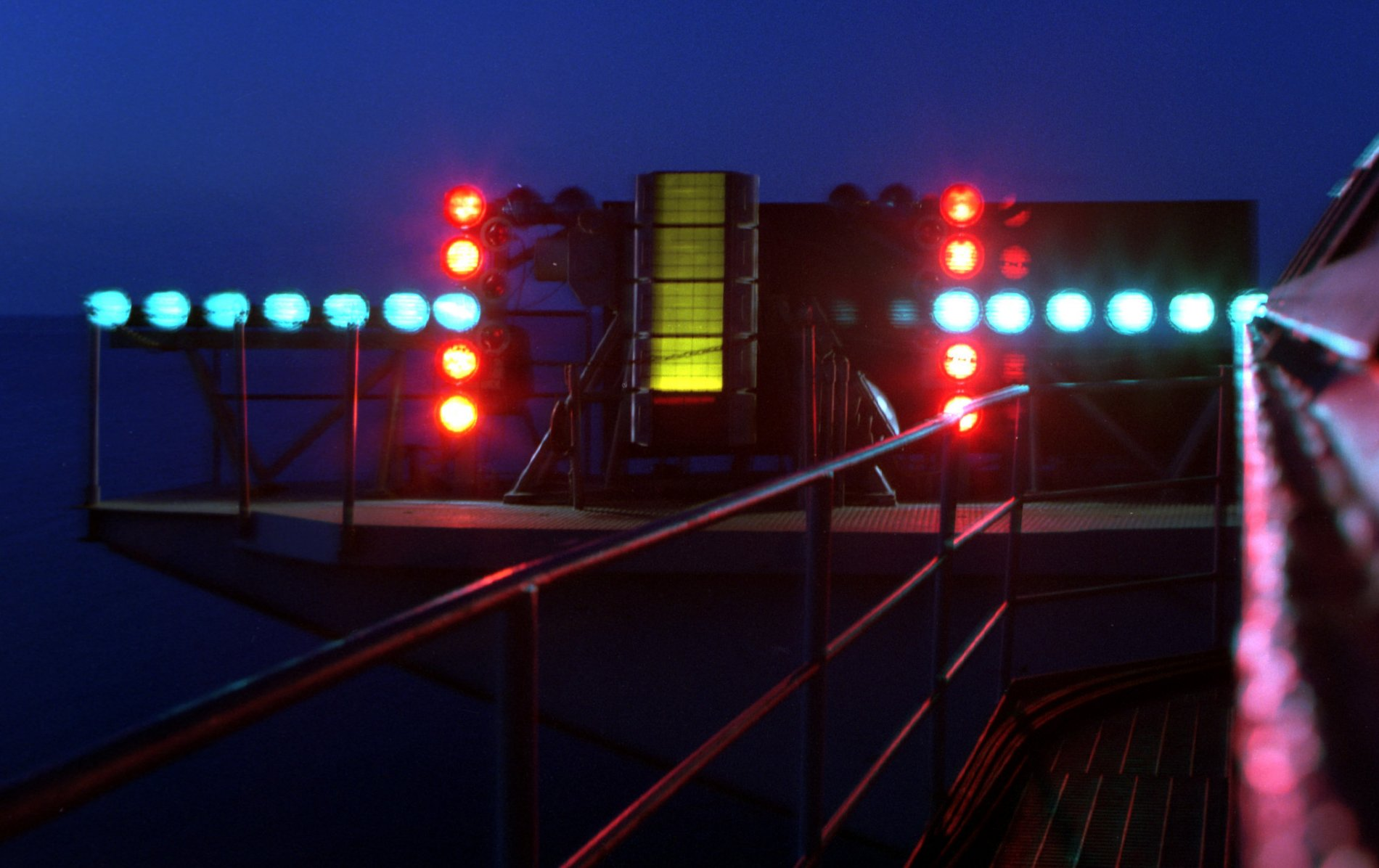
Sistema d'aterratge òptic en el portaavions USS Dwight D. Eisenhower de la Marina dels EUA

Els portaavions i les estacions aèries navals solen utilitzar lents Fresnel en els seus sistemes òptics d'aterratge. La llum de "mandonguilla" ajuda al pilot a mantenir el pendent de planatge adequada per a l'aterratge. Al centre hi ha llueixes ambre i vermelles compostes per lents Fresnel. Encara que les llums sempre estan enceses, l'angle de la lent des del punt de vista del pilot determina el color i la posició de la llum visible. Si les llums apareixen sobre la barra horitzontal verd, el pilot està massa alt. Si està per sota, el pilot està massa baix, i si les llums estan en vermell, el pilot està molt baix.

### Projecció
L'ús de lents Fresnel per a la projecció d'imatges redueix la qualitat de la imatge, per la qual cosa tendeixen a usar-se solament on la qualitat no és crítica o on la major part d'una lent sòlida seria prohibitiva. Els lents Fresnel barats es poden estampar o modelar de plàstic transparent i s'utilitzen en retroprojectors i televisors de projecció.
Les lents Fresnel de diferents distàncies focals (un col·limador i un col·lector) s'utilitzen en projeccions comercials i de bricolatge. La lent del col·limador té la distància focal més baixa i es col·loca més prop de la font de llum, i la lent col·lectora, que enfoca la llum en la lent triple, es col·loca després de la imatge de projecció (un panell LCD de matriu activa en els projectors LCD). Les lents de Fresnel també s'utilitzen com col·limadors en retroprojectors .

### Energia solar
Atès que les lents de plàstic Fresnel es poden fer més grans que les lents de vidre, a més de ser molt més barates i lleugeres, s'utilitzen per concentrar la llum solar per escalfar en cuines solars, en forges solars i en col·lectors solars utilitzats per escalfar aigua per a ús domèstic. També es poden utilitzar per generar vapor o per impulsar un motor Stirling.
Les lents de Fresnel poden concentrar la llum solar en les cèl·lules solars en una proporció de gairebé 500:1. Això permet reduir la superfície de les cèl·lules solars actives, la qual cosa redueix els costos i permet l'ús de cèl·lules més eficients que d'una altra manera serien massa cares. Al començament del segle XXI, reflectores de Fresnel va començar a ser utilitzat en la concentració de l'energia solar de plantes (CSP) per concentrar l'energia solar. Una aplicació va ser preescalfar aigua en la central elèctrica de carbó Liddell, a Hunter Valley, Austràlia.
Les lents Fresnel es poden utilitzar per sinteritzar la sorra, la qual cosa permet la impressió 3D en vidre.